# Марк Порций Катон (претор)
Вижте пояснителната страница за други личности с името Марк Порций Катон.
Марк Порций Катон (III) (на латински: Marcus Porcius Cato (III)) e политик на Римската република през края на 2 век пр.н.е. и 1 век пр.н.е.
Произлиза от клон Катон на фамилията Порции. Син е на Марк Порций Катон (консул 118 пр.н.е.) и внук на юриста Марк Порций Катон Лициниан и Емилия Терция, дъщеря на Луций Емилий Павел Македоник.
Марк Порций Катон е първо едил (aedilis curulis), претор и след това през 91 пр.н.е. пропретор на провинция Нарбонска Галия. Не е известно дали има деца.